# Martyn P. Casey
Martyn P. Casey, född 10 juli 1960 i Chesterfield, Derbyshire, är en brittiskfödd australisk basist. Casey, som är uppvuxen i Australien, var tidigare basist i australiska The Triffids fram till bandets splittring 1989. Numera spelar Casey i Nick Caves band the Bad Seeds.